# 4182 Mount Locke
4182 Mount Locke este un asteroid din centura principală, descoperit pe 2 mai 1951 de McDonald Obs..